# Юнайтед Петротрин
«Юнайтед Петротрин» (англ. United Petrotrin) — бывший футбольный клуб Тринидада и Тобаго, выступавший в Профессиональной футбольной лиге Тринидада и Тобаго.

## История
Истоки клуба идут от 1980 года, когда был основан клуб «Тринток» (по названию спонсора, местной нефтяной компании Trintoc). К концу декады клуб добился успеха, выиграв как Чемпионат, так и Кубок Тринидада и Тобаго в 1986 и 1988 годах.
В 1992 году правительство страны объединило нефтяные компании «Тринток» и «Тринтопек» (Trintopec) и переименовало новую компанию в «Петротрин» (Petrotrin). Также были объединены футбольные клубы, принадлежащие этим компаниям. Новый клуб стал называться «Юнайтед Петротрин». Клуб продолжил успешные выступления, выиграв Кубок Тринидада и Тобаго в 1993, 1995 и 1997 годах и став чемпионом Клубного чемпионата Карибского футбольного союза в 1997 году.
Впоследствии в нефтяной компании «Петротрин» сменились управляющие, что привело к резкому снижению финансовой поддержки клуба. В 2009 году клуб был расформирован.

## Достижения
- Чемпион:
  - Клубный чемпионат Карибского футбольного союза: 1997
  - Чемпионат Тринидада и Тобаго по футболу (2): 1986, 1988
  - Кубок Тринидада и Тобаго (5): 1986, 1988, 1993, 1995, 1997